# Adolf von Scheurl
Christoph Gottlieb Adolf Freiherr Scheurl von Defersdorf, auch Freiherr von Scheurl (* 7. Januar 1811 in Nürnberg; † 23. Januar 1893 ebenda) war ein deutscher Rechtswissenschaftler, insbesondere im Kirchenrecht.

## Leben
Adolf Scheurl von Defersdorf gehörte einer ursprünglich aus Schwaben stammenden und seit 1729 zum Nürnberger Patriziat gehörenden Adelsfamilie an. Er studierte ab 1827 an den Universitäten Erlangen und München. 1827 wurde er Mitglied der Burschenschaft Arminia Erlangen. Nach dem Studium war er ab 1831 Assessor an Gerichten in Erlangen und Nürnberg und promovierte 1834 zum römischen Recht. Seit 1834 war er in Erlangen als Privatdozent tätig. Er habilitierte sich 1836 in Erlangen, wurde 1840 als außerordentlicher und 1845 zum ordentlichen Professor berufen. Im Jahr 1856 erhielt er von der theologischen Fakultät der Universität Erlangen auch den Titel eines Doktors der Theologie. Er trat 1881 in den Ruhestand.
Neben seiner wissenschaftlichen Betätigung gehörte er in den Jahren 1845 bis 1849 als Mitglied der Altliberalen der Zweiten Kammer des bayerischen Parlaments an.  
Am 8. November 1884 wurde Scheurl in München in den bayerischen Freiherrenstand erhoben und am 3. Dezember 1884 bei der Freiherrnklasse immatrikuliert.
Außer zahlreichen Flugschriften mit überwiegend kirchenpolitischem Inhalt schrieb er auch einige anerkannte Fachbücher. Seit 1857 war er außerdem Mitherausgeber der Zeitschrift für Protestantismus und Kirche.

## Werke
- Lehrbuch der Institutionen, Erlangen 1850 online
- Beiträge zur Bearbeitung des römischen Rechts, 2 Bände, Erlangen 1851–1871
- Der Werth des Kirchenrechts für evangelische Geistliche, Erlangen 1861
- Zur Lehre vom Kirchenregiment, Erlangen 1862
- Bekenntniskirche und Landeskirche, Erlangen 1868
- Die verfassungsmäßige Stellung der evangelisch-lutherischen Kirche in Baiern zur Staatsgewalt, Erlangen 1872
- Sammlung kirchenrechtlicher Abhandlungen, 4 Teile, Erlangen 1872–1874
- Die Entwickelung des kirchlichen Eheschließungsrechts, Erlangen 1877
- Das gemeine deutsche Eherecht, Erlangen 1882
- Weitere Beiträge, 2 Hefte, Erlangen 1884–1886

## Auszeichnungen
- 1856: Verdienstorden vom Heiligen Michael (Bayern)